# Anochetus yunnanensis
Anochetus yunnanensis é uma espécie de formiga do gênero Anochetus, pertencente à subfamília Ponerinae.